# 四季 (ミュシャの絵画)
『四季』（しき、英: The Four Seasons, 仏: Les Saisons）は、チェコの画家アルフォンス・ミュシャが1896年に描いた一連の絵画の総称。ミュシャが初めて手がけた装飾パネル画である。堺市が所蔵している。
『春』『夏』『秋』『冬』を1枚ずつの装飾パネルに仕上げ、4枚1セットで販売に出された。それぞれのパネルには女性が1人ずつ描かれており、それぞれの季節の風景の中で、各人各様のスタイルで過ごしている。
『冬』に描かれた女性は、ゆったりした衣服で身を包んでおり、寒さに凍える小鳥に温かい息を吹きかけている。『夏』に描かれた女性は、池の水際に座っており、足を水につけて涼をとっている。

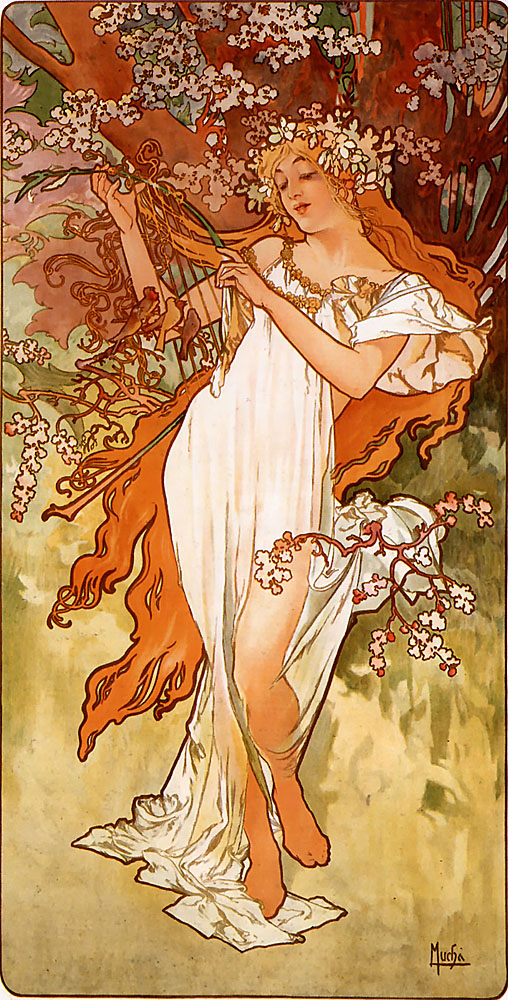
『春』
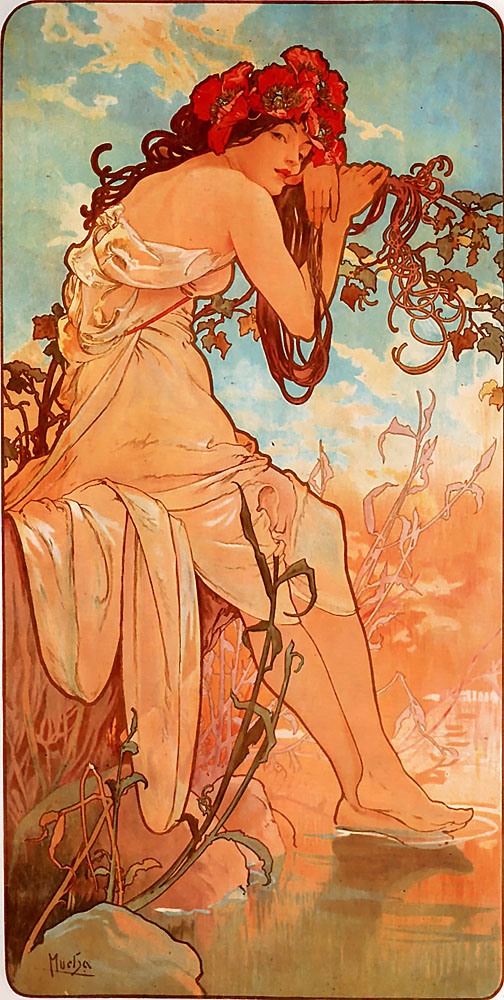
『夏』
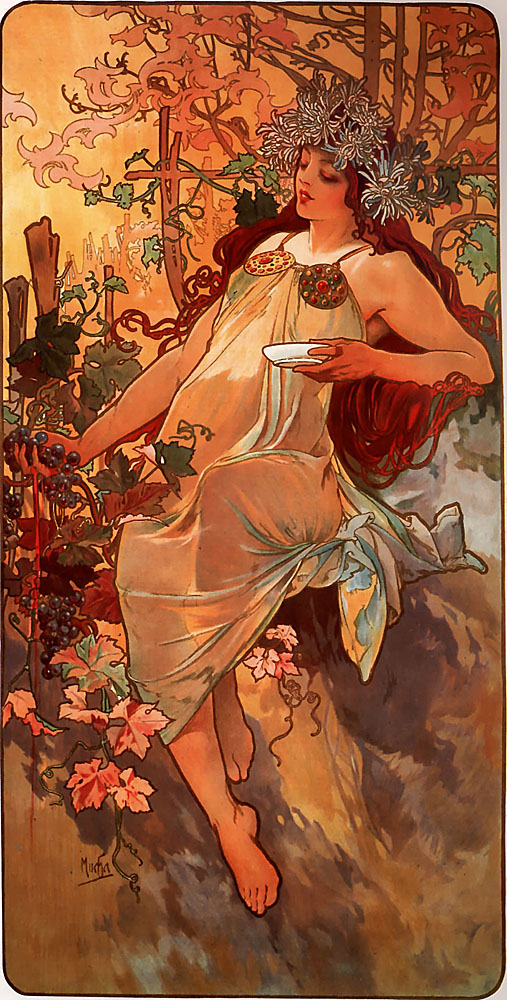
『秋』
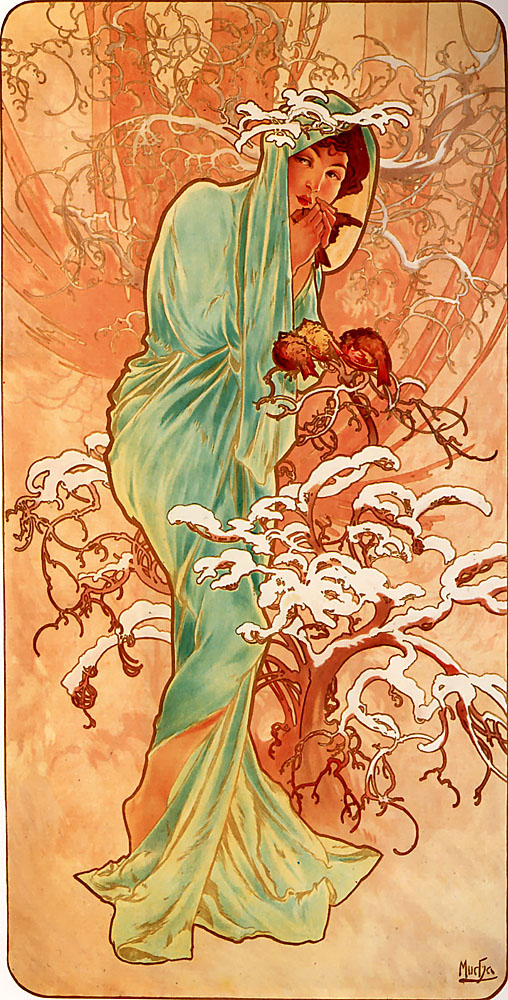
『冬』

どの作品も、女性と草木が描かれているが、髪の色については、『春』は金色、『夏』は褐色といった具合に描き分けられており、それぞれの季節の花を頭につけて飾りとするなど、細かい部分にも注意を払ったこの連作は、多大な評判を呼んだ。
後に、同一の図柄で何種類かの異なるバージョンが製作されただけでなく、1897年と1900年には、異なる図柄による『四季』の連作が描かれている。
本作において季節感を表すものとしては、『夏』は赤色のケシの花と、むき出しの足をひたしている冷たい水であり、『冬』は木に降り積もった雪である。『秋』は女性が摘み取ろうとしているブドウである。『春』では春らしい花に囲まれて、竪琴に留まった数羽の小鳥がさえずっている。
この連作では、4つの季節が、ミュシャらしくすべて若い女性に擬人化されている。このシリーズ作品は、1枚ずつバラバラの状態に分けて、四季のそれぞれのカレンダーに使われたり、商品宣伝用のポスターに用いられたりすることもあった。